# Diaea ergandros
Diaea ergandros — вид павуків родини Павуки-краби (Thomisidae).

## Поширення
Вид зустрічається на південному сході  Австралії у штатах Вікторія, Новий Південний Уельс, Тасманія.

## Спосіб життя
Павук веде субсоціальний спосіб життя. Самиці будують колоніальні гнізда з павутиння та листя серед гілок евкаліпта (Eucalyptus). Там вони спільно доглядають та охороняють потомство. Полюють вони індивідуально, при чому у полюванні не використовують павутиння.